# Hybauchenidium aquilonare
Espèce
Synonymes
- Erigone aquilonaris L. Koch, 1879
- Erigone polaris Keyserling, 1886
- Gongylidium septentrionale Kulczyński, 1908
- Hybauchenidium holmi Marusik, 1988

Hybauchenidium aquilonare est une espèce d'araignées aranéomorphes de la famille des Linyphiidae.

## Distribution
Cette espèce se rencontre en Russie, aux États-Unis en Alaska et au Canada au Yukon, aux Territoires du Nord-Ouest et au Nunavut,.

## Publication originale
- L. Koch, 1879 : Arachniden aus Sibirien und Novaja Semlja, eingesammelt von der schwedischen Expedition im Jahre 1875. Kongliga Svenska Vetenskaps Academiens nya Handlingar, vol. 16, no 5, p. 1-136.